# Benjamin Zamani
Benjamin B. Zamani (* 22. Juni 1986 in Deutschland) ist ein professioneller US-amerikanischer Pokerspieler. Er ist zweifacher Braceletgewinner der World Series of Poker und wurde 2016/17 als Spieler des Jahres der World Poker Tour ausgezeichnet.

## Persönliches
Zamanis jüngerer Bruder Martin ist ebenfalls professioneller Pokerspieler und auch zweifacher Braceletgewinner. Die Brüder leben in Boca Raton.

## Pokerkarriere

### Werdegang
Zamani spielt online unter den Nicknames xthesteinx (PokerStars) und TheStein (Full Tilt Poker).
Seine erste Geldplatzierung bei einem Live-Turnier erzielte Zamani Mitte Juni 2007 in Verona im US-Bundesstaat New York. Zwei Wochen später war er erstmals bei der World Series of Poker (WSOP) im Rio All-Suite Hotel and Casino am Las Vegas Strip erfolgreich und kam bei einem Turnier der Variante Omaha Hi/Lo Split ins Geld. Bei der WSOP 2008 erreichte er fünfmal die Geldränge, u. a. belegte er den 601. Platz im Main Event. Im Januar 2010 kam Zamani beim Main Event des PokerStars Caribbean Adventures auf den Bahamas an den Finaltisch und beendete das Turnier als Vierter für ein Preisgeld von einer Million US-Dollar. Mitte März 2014 saß der Amerikaner am Finaltisch des Main Events der World Poker Tour (WPT) in Lincoln. Dort wurde er Fünfter für rund 80.000 US-Dollar. Bei der WSOP 2015 belegte Zamani beim No Limit Hold’em Shootout den zweiten Platz für rund 175.000 US-Dollar und gewann vier Tage später ein Hold’em-Event mit 1500 US-Dollar Buy-in. Dafür erhielt er sein erstes Bracelet sowie eine Siegprämie von über 450.000 US-Dollar. Anfang November 2015 wurde der Amerikaner beim WPT-Main-Event in Jacksonville Zweiter für rund 250.000 US-Dollar. Von Juli 2016 bis April 2017 cashte Zamani viermal beim WPT-Main-Event und saß dabei dreimal am Finaltisch. Für diese Leistung wurde er im April 2017 als WPT Player of the Year ausgezeichnet. Bei der WSOP 2017 gewann der Amerikaner ein Event in Omaha Hi/Lo und sicherte sich damit sein zweites Bracelet sowie knapp 250.000 US-Dollar Siegprämie. Anfang April 2018 setzte er sich beim Main Event des WSOP-Circuit am Las Vegas Strip durch und sicherte sich damit ein Preisgeld von knapp 200.000 US-Dollar. Seine bis dato letzte Geldplatzierung erzielte Zamani Ende September 2019.
Insgesamt hat sich Zamani mit Poker bei Live-Turnieren mehr als 5 Millionen US-Dollar erspielt.

### Braceletübersicht
Zamani kam bei der WSOP 56-mal ins Geld und gewann zwei Bracelets:
| Jahr | Buy-in (in $) | Turnier                 | Teilnehmer | Preisgeld (in $) |
| ---- | ------------- | ----------------------- | ---------- | ---------------- |
| 2015 | 1500          | No-Limit Hold’em        | 1844       | 460.640          |
| 2017 | 1500          | Omaha Hi-Lo 8 or Better | 0905       | 238.620          |